# Ungarische Badmintonmeisterschaft 1963
Die Ungarische Badmintonmeisterschaft 1963 fand in Budapest statt. Es war die vierte Austragung der nationalen Meisterschaften von Ungarn im Badminton.

## Titelträger
| Disziplin    | Sieger                           |
| ------------ | -------------------------------- |
| Herreneinzel | József Szepesi                   |
| Dameneinzel  | Éva Szűcs                        |
| Herrendoppel | Pál Rázsó György Rázsó           |
| Damendoppel  | Lídia Horváth Istvánné Marincsák |
| Mixed        | Pál Rázsó Vera Juhász            |